# Öveds socken
Öveds socken i Skåne ingick i Färs härad, ingår sedan 1974 i Sjöbo kommun och motsvarar från 2016 Öveds distrikt.
Socknens areal är 40,81 kvadratkilometer varav 35,30 land. År 2000 fanns här 228 invånare.  Orten Skartofta samt orten Övedskloster med Övedsklosters slott och sockenkyrkan Öveds kyrka ligger i socknen. 

## Administrativ historik
Socknen har medeltida ursprung. 16 augusti 1806 införlivades Skartofta socken.
Vid kommunreformen 1862 övergick socknens ansvar för de kyrkliga frågorna till Öveds församling och för de borgerliga frågorna bildades Öveds landskommun. Landskommunen uppgick 1952 i Bjärsjölagårds landskommun som upplöstes 1974 då denna del uppgick i Sjöbo kommun. Församlingen uppgick 2002 i Östra Kärrstorps församling som 2010 uppgick i Vollsjö församling.
1 januari 2016 inrättades distriktet Öved, med samma omfattning som församlingen hade 1999/2000.  
Socknen har tillhört län, fögderier, tingslag och domsagor enligt vad som beskrivs i artikeln Färs härad. De indelta soldaterna tillhörde Södra skånska infanteriregementet, Färs kompani.

## Geografi
Öveds socken ligger nordväst om Sjöbo med Vombsjön i sydväst och Borstbäcken med dess naturreservat i väster. Socknen är en odlad slättbygd med inslag av lövskog.

## Fornlämningar
Från stenåldern är boplatser funna. Från bronsåldern finns gravhögar och från järnåldern finns stensättningar. 

## Namnet
Namnet skrevs på 1200-talet Öwith och kommer från kyrkbyn. Efterleden innehåller with, 'skog'. Förleden innehåller troligen ö i betydelsen 'land vid vatten' efter läget vid Vombsjön.